# Shipton-on-Cherwell
Shipton-on-Cherwell är en by i civil parish Shipton-on-Cherwell and Thrupp, i distriktet Cherwell, i grevskapet Oxfordshire, i England. Byn är belägen 11 km från Oxford. Shipton on Cherwell var en civil parish fram till 1955 när blev den en del av Shipton on Cherwell and Thrup. Civil parish hade 264 invånare år 1951. Byn nämndes i Domedagsboken (Domesday Book) år 1086, och kallades då Sciptone/Sciptune.